# Kłoda Duża

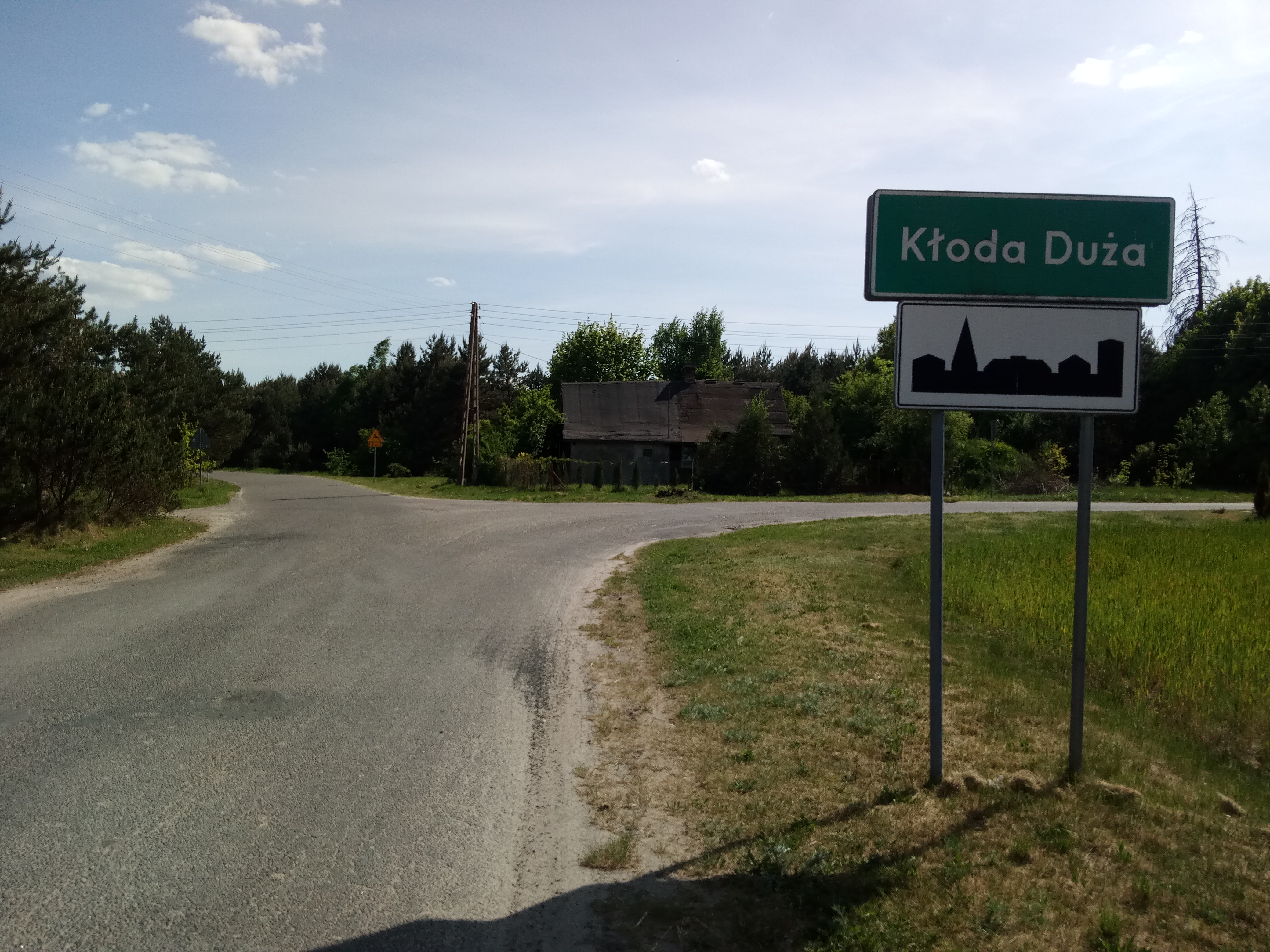
Un pueblo en la comuna de Zalesie.

Kłoda DużUn [ˈkwɔda ˈduʐun] es un pueblo en el distrito administrativo de Gmina Zalesie, dentro del Condado de Biała Podlaska, Voivodato de Lublin, en Polonia oriental.